# Christian Brunnengräber
Christian Johann Rudolf Brunnengräber, auch Rudolf Johann Christian Brunnengräber (* 19. Mai 1832 in Schwerin; † 19. Februar 1893 in Rostock) war ein deutscher Apotheker, Pharmazeut, Verbandspolitiker und Senator der Stadt Rostock.

## Leben
Christian Brunnengräber war der älteste Sohn des Schweriner Seifenfabrikanten Heinrich Hermann Albrecht Brunnengräber. Rudolf Brunnengräber war sein jüngerer Bruder.
Brunnengräber wuchs in Schwerin auf und absolvierte ab 1849 dann zunächst in Berlin eine Apothekerlehre in der Pelikanapotheke des Apothekers E. Meyerhoff. Nach Beendigung seiner Wanderjahre begann er an der Berliner Universität sein Studium der Pharmazie, welches er 1857 an der Universität Rostock mit dem Staatsexamen beendete. Nach kurzer Tätigkeit in seiner Heimatstadt Schwerin ließ er sich 1859 in Rostock nieder, wo er die Howitzsche Apotheke (Neue Apotheke) am Blücherplatz 6 (heute Universitätsplatz) erwarb, der er bald eine pharmazeutische Fabrik hinzufügte. 1862 wurde er von der Universität Rostock zum Dr. promoviert. Seine Apotheke wurde als „Dr. Chr. Brunnengräbers Universitäts-Apotheke“ und „Chemisch-pharmazeutisches Laboratorium“ bekannt. Daneben eröffnete er eine Mineralbrunnenanstalt im Großherzoglichen Palaisgarten in Doberan.
Über sein Engagement für den Gewerbeverein wuchs sein Ansehen in der Stadt, so dass er im Februar 1885 in den Senat der Stadt gewählt wurde, wo er sich besonders in den Ressorts Steuern und Finanzen hervor tat.
Auch in den Berufsverbänden der Apotheker und Pharmazeuten wurden seine Kollegen früh auf ihn aufmerksam. Vom Vorstandsmitglied des Norddeutschen Apothekervereins (1869) stieg er 1878 zum Vorsitzenden des Deutschen Apothekervereins auf und bekleidete dieses Amt bis 1891. Er war außerordentliches Mitglied des Reichsgesundheitsamtes und der Kommission zur zweiten Ausgabe des Deutschen Arzneibuchs 1883. Brunnengräber gehörte der Deutschen Pharmazeutischen Gesellschaft an.
Brunnengräber starb an den Folgen eines Schlaganfalls.
Er war verheiratet mit Henriette Charlotte Auguste Brunnengräber, geborene Behncke. Der Sohn des Paares, Heinrich Brunnengräber (1860–1901), übernahm die Apotheke, starb jedoch schon 1901. Danach führte dessen Witwe Marie Johanna Elisabeth, geb. Bellingrodt, mit angestellten Apothekern die Apotheke bis zur Volljährigkeit des Sohnes Christian (Friedrich Rudolf) Brunnengräber (1892–).
Die Chemische Fabrik Dr. Christian Brunnengräber hatte ab 1913 ihren Sitz in Schwaan, gehörte seit 1930 zur Possehl-Gruppe und wurde 1945 als Dr. Christian Brunnengräber – Chemische Fabrik & Co. mbH nach Lübeck verlegt. 1979 von Ciba-Geigy übernommen, wurde sie 1987 stillgelegt.

## Schriften
- Die künstlichen Mineralwässer. Boldt, Rostock 1859
- Bericht über den Stand der Apothekengewerbefrage. Adler, Rostock 1876 (Digitalisat)
- Analysen-Tabellen des gebräuchlichsten Mineralbrunnen und kohlensauren Heilwasser. Baensch, Dresden 1884